# Guennadi Tchourilov
Pour les articles homonymes, voir Tchourilov.
Guennadi Stanislavovitch Tchourilov - en russe : Геннадий Станиславович Чурилов et en anglais : Gennadi Churilov (né le 5 mai 1987 à Magnitogorsk en République socialiste fédérative soviétique de Russie - mort le 7 septembre 2011 à Iaroslavl en Russie) est un joueur professionnel russe de hockey sur glace. Il évolue au poste de centre. Élève du Metallourg Magnitogorsk, il dispute six saisons en élite nationale avec le Lokomotiv Iaroslavl et compte huit sélections avec l'équipe de Russie.

## Biographie

### Ses débuts
Guennadi Tchourilov est le fils de Stanislav Tchourilov, entraîneur de hockey sur glace. Sa mère est entraîneuse de natation. Il a un frère Viktor. Il est formé dans le club de sa ville natale, le Metallourg Magnitogorsk où son père est un des dirigeants de l'école de glace. Stanislav devient l'agent de son fils durant sa carrière. Le premier entraîneur de Guennadi est Mikhaïl Iourievitch Kalachnikov. Il participe aux championnats de Russie jeunes avec le Metallourg 87. En 2001, le Metallourg remporte championnat de Russie moins de 14 ans. Lors du tournoi final, Tchourilov compte vingt-trois buts pour trente-huit points en sept matchs. Le Metallourg 87 compte dans son effectif des joueurs comme Ievgueni Malkine. Il s'affirme comme l'une des meilleures équipes de jeune de cette année d'âge en Russie. En effet, il remporte le championnat national moins de 15 ans en 2002, puis termine quatrième de la compétition moins de 16 ans en 2003 et décroche le titre de champion national moins de 18 ans en 2004. Malgré tout durant ses années, Tchourilov reçoit deux blessures graves en se fracturant la clavicule puis l'épaule. Son style jeu a alors évolué ; il est devenu moins agressif et plus technique. En 2003, il est nommé capitaine de l'équipe de Russie des moins de 17 ans. La sélection prend la cinquième lors du Défi mondial des moins de 17 ans 2004.
Il est choisi par les Remparts de Québec au cours du repêchage européen 2004 de la Ligue canadienne de hockey en première ronde en 21e position. Il rejoint alors la Ligue de hockey junior majeur du Québec pendant une saison. Il n'est pas le seul joueur russe de l'équipe puisqu'il a pour coéquipier Aleksandr Radoulov. Il marque trente-sept points en soixante-neuf parties. Troisièmes de la division est, les Remparts sont éliminés 4-2 par les Saguenéens de Chicoutimi en quart de finale de la Coupe du président. Il ajoute sept points en treize matchs.

### Le Lokomotiv Iaroslavl

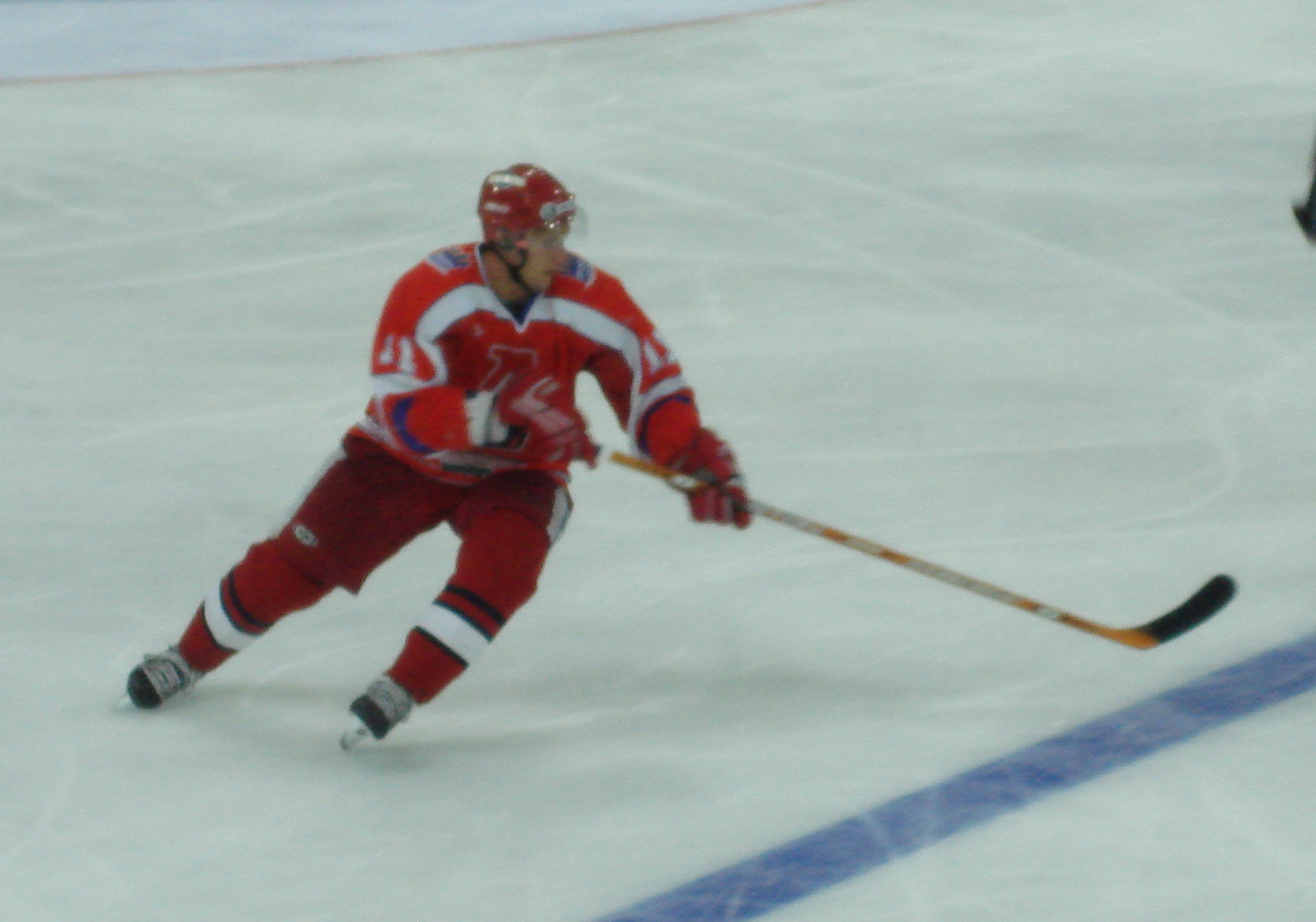
Aleksandr Galimov et Tchourilov jouent sur la même ligne au Lokomotiv et en équipe nationale russe.

En saison 2005-2006, il passe professionnel avec le Lokomotiv Iaroslavl dans la Superliga. Le Lokomotiv se classe au troisième rang après cinquante-et-un matchs. Tchourilov inscrit quinze points en quarante-trois matchs. Durant les séries éliminatoires, il dispute onze matchs et marque quatre points. La formation de Vladimir Iourzinov est éliminée en perdant les trois matchs de sa demi-finale face aux Ak Bars Kazan après avoir sorti le Sibir Novossibirsk et le Khimik de l'Oblast de Moscou aux tours précédents. Il est appelé en équipe de Russie junior pour le championnat du monde junior 2005. Il marque un but face à la Slovaquie en match de poule. Il termine la compétition avec deux points. La Russie bat les États-Unis en demi-finale 5-1. Elle s'incline en finale 5-0 face au Canada.
La saison 2006-2007 est difficile pour le Lokomotiv Iaroslavl qui change à trois reprises d'entraîneur. Tchourilov marque onze points en trente-huit rencontres. Septième de la saison régulière, la locomotive bat le HK Dinamo Moscou en huitième de finale avant que l'Avangard Omsk ne mette fin à sa saison en quart de finale. Le compteur de point du natif de Magnitogorsk reste vierge en sept parties. Durant l'hiver, il prend part au championnat du monde junior 2006. Il inscrit cinq points en six parties. Première du groupe, la Russie emmenée par Alekseï Tcherepanov s'impose 4-2 face à la Suède en demi-finale. Lors de la finale, la Russie s'incline 4-2 face au Canada. Les buts de la Sbornaïa son l'œuvre de Pavel Valentenko et Tchourilov. Le centre empoche donc sa seconde médaille d'argent dans cette épreuve.
En saison 2007-2008, Kari Heikkilä est nommé entraîneur de l'équipe. Elle termine cinquième de la saison régulière où Tchourilov marque seize points en cinquante-sept matchs. Il ajoute une assistance durant la post-saison dont son coéquipier Alekseï Iachine est le meilleur pointeur. L'équipe dispose du Lada Togliatti, du SKA Saint-Pétersbourg en quatre matchs puis du Metallourg Magnitogorsk en trois matchs. Le Salavat Ioulaïev Oufa remporte la finale. Il faut cinq matchs à l'équipe Bachkire pour décrocher le premier titre de son histoire aux dépens du Lokomotiv et son gardien Semion Varlamov.
En 2008, la Superliga est remplacée par une nouvelle compétition en Eurasie, la Ligue continentale de hockey. L'équipe est troisième de la saison régulière derrière le Salavat Ioulaïev Oufa et les Ak Bars Kazan. Tchourilov inscrit quatorze points en cinquante-six matchs. Lors du premier match des séries éliminatoires, le Neftekhimik Nijnekamsk remporte la première rencontre 3-2 à Iaroslavl mais perd les trois matchs suivants. Après avoir battu le HK Spartak Moscou en quart de finale, le Lokomotiv est blanchi 3-0 par Ilia Proskouriakov et le Metallourg Magnitogorsk au premier match des demi-finales. L'équipe réagit et remporte la série quatre victoires à une avec deux blanchissages de son gardien Gueorgui Guelachvili lors des deux dernières parties. Il enchaîne son troisième jeu blanc lors du premier match de la finale chez les Ak Bars Kazan lors d'une victoire 3-0. Lors du deuxième match, le défenseur Andreï Pervychine marque en prolongation et met les deux équipes à égalité une victoire partout. Le Lokomotiv reprend l'avantage à domicile grâce à une nouvelle victoire 3-0. À l'issue du cinquième match, les partenaires d'Alekseï Iachine mènent trois manches à deux et sont à une victoire de la Coupe Gagarine. Mais les panthères des neiges s'imposent dans l'Arena 2000 en prolongations sur un but de l'international Finlandais Jukka Hentunen. Lors du match décisif pour le titre, Alekseï Morozov prend le rebond laissé par Guelachvili sur le lancer de Pervychine et inscrit l'unique but de la rencontre jouée à la TatNeft Arena. Les Ak Bars remportent la finale quatre victoires à trois et soulèvent la Coupe Gagarine. Galimov ajoute quatre assistances en dix-neuf matchs de séries éliminatoires.
Au cours de la saison 2009-2010, Heikkilä démissionne de son poste d'entraîneur du Lokomotiv. Il est remplacé par Piotr Vorobiov durant le mois de janvier. Vorobiov aligne Tchourilov avec les deux ailiers Aleksandr Galimov et Aleksandr Kalianine. Le Lokomotiv conclut la saison régulière avec le septième bilan. En cinquante-six matchs, le centre marque trente-deux points dont vingt-deux assistances, son record en saison régulière. Lors des séries éliminatoires, le Lokomotiv élimine l'Atlant Mytichtchi 3-1 puis le HK Spartak Moscou 4-2. Le Lokomotiv mène la série 3-2 mais ne parvient pas lors des deux derniers matchs à forcer la défense du HK MVD et son cerbère Michael Garnett. L'équipe entraînée par Oļegs Znaroks met fin à la saison des coéquipiers du capitaine Ivan Tkatchenko. La production offensive de Tchourilov est croissante. Avec quatorze points, il possède le meilleur total de son équipe à égalité avec son partenaire de ligne Galimov. C'est aussi le quatrième de la ligue derrière Aleksandr Radoulov (dix-neuf points), Niko Kapanen (dix-sept points), Alekseï Tsvetkov (seize points). Avec dix assistances, il est avec Jarkko Immonen à une longueur de Tsvetkov et Radoulov les meneurs dans cette statistique. Il décroche le trophée Ironman récompensant le joueur ayant disputé le plus de matchs lors des trois dernières saisons en élite russe.

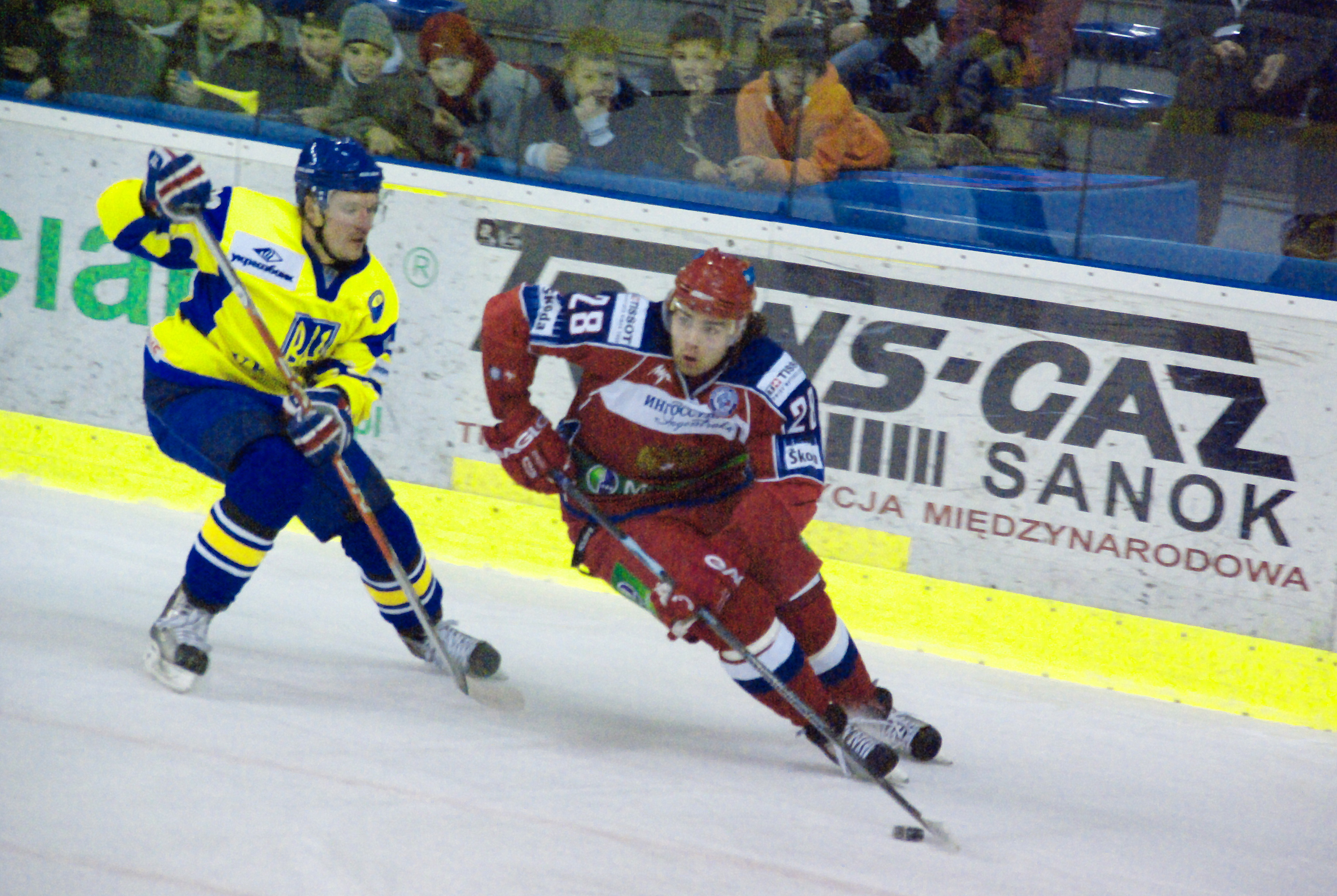
Aleksandr Kalianine est aligné avec Tchourilov et Aleksandr Galimov au Lokomotiv et en équipe nationale russe.

En 2010-2011, Kai Suikkanen est nommé entraîneur du Lokomotiv qui se renforce avec l'arrivée de Pavol Demitra. Au mois de novembre, le Finlandais est démis de ses fonctions et remplacé par Vladimír Vůjtek. Au cours de la saison 2010-2011, le sélectionneur national Viatcheslav Bykov l'invite à participer à la Coupe Karjala. Le 13 novembre 2010, il honore sa première titularisation en tant contre la Suède lors d'une défaite 3-2. Le trio d'attaque que Tchourilov forme en club avec Galimov et Kalianine est reconstitué en équipe nationale durant l'Euro Hockey Tour. Il marque ses deux premiers buts internationaux le 19 décembre 2010 lors d'une victoire 6-2 contre la Finlande. En club, Tchourilov égalise son total de points de la saison précédente avec trente-deux points en cinquante-deux matchs. Il marque quinze buts, la meilleure performance de sa carrière en saison régulière. Le Lokomotiv termine en tête de la Conférence Est et possède le deuxième bilan de la ligue derrière l'Avangard Omsk. Durant les séries éliminatoires, l'équipe bataille en huitième de finale face au Dinamo Minsk et s'impose en sept matchs. En quart de finale, elle élimine le Dinamo Riga quatre succès à un. En demi-finale, l'Atlant Mytichtchi de Miloš Říha élimine l'équipe en six matchs en terminant la série sur une large victoire 8-2. Tchourilov marque quatorze points en dix-huit matchs ce qui le classe dans les dix meilleurs pointeurs des séries éliminatoires. Avec treize assistances, il termine le cinquième passeur, à deux unités de ses coéquipiers Pavol Demitra et Josef Vašíček.

### L'accident d'avion
Le 7 septembre 2011, il meurt dans l'accident de l'avion transportant le Lokomotiv Iaroslavl à destination de Minsk en Biélorussie. L'avion de ligne de type Yakovlev Yak-42 s'écrase peu après son décollage de l'aéroport Tounochna de Iaroslavl, faisant 44 morts parmi les 45 occupants,.
Le 11 septembre, après une cérémonie à l'Arena Metallourg de Magnitogorsk, il est enterré au cimetière Rive Gauche de Magnitogorsk.

## Trophées et honneurs personnels

### Championnats de jeunes
- 2001 : champion de Russie moins de 14 ans.
- 2001 : meilleur marqueur du tournoi final du championnat de Russie moins de 14 ans.
- 2002 : champion de Russie moins de 15 ans.
- 2004 : champion de Russie moins de 18 ans.

### En équipe nationale
- 2006, 2007 : Médaillé d'argent aux championnats du monde junior.
- 2010 : vainqueur de la Coupe Pervi Kanal.

### Kontinentalnaïa Hokkeïnaïa Liga
- 2009-2010 : remporte le Trophée Ironman (plus de matchs en trois ans).
- 2009 : vainqueur de la coupe du champion de la conférence Est.
- 2009 : finaliste de la Coupe Gagarine.
- 2011 : troisième de la KHL.

## Statistiques

### En club
| Saison    | Équipe                    | Ligue        |    | Saison régulière | Saison régulière | Saison régulière | Saison régulière | Saison régulière | Saison régulière |   | Séries éliminatoires | Séries éliminatoires | Séries éliminatoires | Séries éliminatoires | Séries éliminatoires | Séries éliminatoires |
| Saison    | Équipe                    | Ligue        | PJ | B                | A                | Pts              | +/-              | Pun              | PJ               | B | A                    | Pts                  | +/-                  | Pun                  |                      |                      |
| 2003-2004 | Metallourg Magnitogorsk 2 | Pervaïa Liga | 7  | 5                | 7                | 12               |                  | 0                | -                | - | -                    | -                    | -                    | -                    |                      |                      |
| 2004-2005 | Remparts de Québec        | LHJMQ        | 69 | 11               | 26               | 37               | +4               | 22               | 13               | 2 | 5                    | 7                    | +1                   | 8                    |                      |                      |
| 2005-2006 | Lokomotiv Iaroslavl       | Superliga    | 43 | 5                | 10               | 15               | 0                | 28               | 11               | 1 | 3                    | 4                    | +2                   | 4                    |                      |                      |
| 2006-2007 | Lokomotiv Iaroslavl       | Superliga    | 38 | 5                | 6                | 11               | +3               | 22               | 7                | 0 | 0                    | 0                    | -4                   | 2                    |                      |                      |
| 2007-2008 | Lokomotiv Iaroslavl       | Superliga    | 57 | 6                | 10               | 16               | +2               | 35               | 16               | 0 | 1                    | 1                    | +1                   | 4                    |                      |                      |
| 2008-2009 | Lokomotiv Iaroslavl       | KHL          | 56 | 5                | 9                | 14               | 0                | 24               | 19               | 0 | 4                    | 4                    | +4                   | 4                    |                      |                      |
| 2009-2010 | Lokomotiv Iaroslavl       | KHL          | 56 | 10               | 22               | 32               | +7               | 52               | 17               | 4 | 9                    | 13                   | +3                   | 41                   |                      |                      |
| 2010-2011 | Lokomotiv Iaroslavl       | KHL          | 52 | 15               | 17               | 32               | +7               | 30               | 18               | 1 | 13                   | 14                   | +3                   | 8                    |                      |                      |
| 2011-2012 | Lokomotiv Iaroslavl       | KHL          | -  | -                | -                | -                | -                | -                | -                | - | -                    | -                    | -                    | -                    |                      |                      |

### En équipe nationale
| Année | Évènement                        |   | PJ | B | A | Pts | +/- | Pun               |  | Résultat |
| 2004  | Défi mondial des moins de 17 ans | 5 | 2  | 3 | 5 |     | 0   | Cinquième place   |  |          |
| 2006  | Championnat du monde junior      | 6 | 1  | 1 | 2 | +2  | 8   | Médaille d'argent |  |          |
| 2007  | Championnat du monde junior      | 6 | 2  | 3 | 5 | +3  | 10  | Médaille d'argent |  |          |
| 2010  | Coupe Karjala                    | 2 | 0  | 0 | 0 | 0   | 2   | Deuxième place    |  |          |
| 2010  | Coupe Pervi Kanal                | 3 | 2  | 0 | 2 | +1  | 2   | Première place    |  |          |
| 2011  | LG Hockey Games                  | 3 | 0  | 3 | 3 | +1  | 0   | Deuxième place    |  |          |